# Orangeville, Pennsylvania
Orangeville är en ort i Columbia County i delstaten Pennsylvania, USA.